# Hickory (Misisipi)
Hickory es un pueblo del Condado de Newton, Misisipi, Estados Unidos. Según el censo de 2000 tenía una población de 499 habitantes.

## Demografía
Según el censo de 2000, había 499 personas, 190 hogares y 137 familias residiendo en la localidad. La densidad de población era de 207,2 hab./km². Había 207 viviendas con una densidad media de 85,9 viviendas/km². El 43,69% de los habitantes eran blancos, el 55,11% afroamericanos, el 0,20% amerindios y el 1,00% pertenecía a dos o más razas. El 0,60% de la población eran hispanos o latinos de cualquier raza.
Según el censo, de los 190 hogares en el 32,6% había menores de 18 años, el 42,1% pertenecía a parejas casadas, el 24,2% tenía a una mujer como cabeza de familia, y el 27,4% no eran familias. El 24,7% de los hogares estaba compuesto por un único individuo, y el 13,7% pertenecía a alguien mayor de 65 años viviendo solo. El tamaño promedio de los hogares era de 2,63 personas y el de las familias de 3,10.
La población estaba distribuida en un 29,3% de habitantes menores de 18 años, un 9,6% entre 18 y 24 años, un 27,3% de 25 a 44, un 18,8% de 45 a 64, y un 15,0% de 65 años o mayores. La media de edad era 35 años. Por cada 100 mujeres había 80,8 hombres. Por cada 100 mujeres de 18 años o más, había 68,1 hombres.
Los ingresos medios por hogar en la localidad eran de 25.417 dólares ($), y los ingresos medios por familia eran 29.286 $. Los hombres tenían unos ingresos medios de 30.313 $ frente a los 20.000 $ para las mujeres. La renta per cápita para la ciudad era de 11.700 $. El 26,1% de la población y el 21,4% de las familias estaban por debajo del umbral de pobreza. El 32,1% de los menores de 18 años y el 39,7% de los habitantes de 65 años o más vivían por debajo del umbral de pobreza.

## Geografía
Según la Oficina del Censo de los Estados Unidos, la localidad tiene un área total de 2,4 km², todos ellos correspondientes a tierra firme.